# Máriássy István (polgármester)
Máriássy Gáspár Cézár István (Ohaj, 1830. december 4. - Léva, 1901. október 27.) 48-as főhadnagy, Bars megye alispánja, 1892-től Léva város polgármestere.

## Élete
Máriássy Antal földbirtokos, Bars megye főjegyzője és Benkovics Nepomucena Johanna fia. Felesége 1850-től Hábel Adél (1833-1915) volt. Lányuk Ilona 1896-tól Forgács Mihály (1848-1925) főanyakönyvvezető felesége lett.
Joggyakornok volt, majd 1848 októberében beállt a 16. (érsekújvári) honvédzászlóaljhoz. Őrmester lett, majd 1849. februárjától hadnagy alakulata létszámában és Simonffy József őrnagy nagyváradi dandárparancsnok segédtisztje volt. 1849. május 31-től visszahelyezték a zászlóaljához. Júliustól főhadnagy volt a 9. Miklós huszárezred létszámában és parancsőrtiszt Lenkey János tábornok mellett.
1867-ben földbirtokos volt Ohajon, s akkor járási főgyámmá, majd 1878-ban vármegyei főjegyzővé választották Bars vármegyében. 1885-1890 között Majláth István főispánsága idején Bars megye alispánja volt, 1892-től pedig Mácsai Lukács után haláláig Léva városának polgármestere. Ő üdvözölte 1898. június 1-jén a lévai vasútállomáson a városba látogató József főherceget.
A Bars vármegyei Honvédegylet tagja volt. Sírhelyét a lévai temetőben már 2015-ben eladták másnak.